# Antonio Duni
Antonio Duni   (Matera, 1700 - Schwerin, 1766) Era el germà gran del compositor Egidio Romualdo Duni i del jurista i filòsof Emanuele Duni.
Fill de Francesc Duni, mestre de capella de la Catedral de Matera, va estudiar amb Nicola Fago al "Conservatori de Pietà dei Turchini" a Nàpols. Després d'acabar els estudis, primer fou a Trier i després a Espanya, on exercí com a mestre de capella i professor de música al duc d'Osuna i a Madrid com a compositor; en aquesta ciutat va conèixer probablement al famós cantant Farinelli. Més tard va viatjar contínuament per Europa: després d'haver passat una temporada a París, va estar a Schwerin el 1755, el setembre de 1757 va arribar a Moscou i entre el 1765 i el 1766 va treballar com a professor a Riga. El 5 de juliol de 1766 va tornar a Schwerin, on va sol·licitar la presa de servei sota la duquessa de Mecklenburg: fins al dia d'avui no se sap com va anar el resultat d'aquesta sol·licitud.

## Treballs
- Locuras hay que dan juicio y sueños que son verdad (sarsuela, llibret d'A. de Zamora, 1726, Madrid)
- Santa Ines de Montepoliciano (sarsuela, llibret d M. F. de Armesto, 1727, Madrid)
- 3 arie per l'intermezzo L'amor mascherato (1756, Schwerin)
- Litania della Beata Vergine Maria per 2 veus, violí i orgue (1768, Norimberga)
- Missa per 5 veus i orquestra
- Salve regina per a soprano i quartet d'arc
- Tantum ergo per una veu, 2 violins i orgue
- 6 mottetti
- Cantate da camera
- 6 duetti da camera per 2 violini
- 5 arie (basate su testi di Pietro Metastasio)
- 5 sinfonie